# المرأة المجنونة في العلية
المرأة المجنونة في العلية: الكاتبة وخيال القرن التاسع عشر الادبى هو كتاب صدرعام 1979 بواسطة (ساندرا جيلبرت)، و (سوزان جوبر ‏), والذي يوضحن به الأدب الفيكتوري من منظور نسائي. جيبلرت وجوبر رسموا عنوانهم عن طريق كتاب (شارلوت برونتي- جين اير). والذي به زوجة روتشستر (نيي بيرثا ماسون ‏) التي تم حبسها سراً في علية شقة من قبل زوجها.

## النص
النص يوضح بعناية (جين أوستن), (ماري شيلي), (تشارلوت وايميلي بونتي), (جورج اليوت), (اليزابيث باريت برونينج), (كرستينا روستي) و (ايميلي ديكينسون).
خلال العمل، جيلبرت وجوبر يوضحن الأمة التي جعلت نساء القرن التاسع عشر واثقات من كتابتهن لتجسيد شخصياتهن النسائية كالـملاك، أو الـوحش. هذه المعضلة تنبع من أتجاهات الكتاب الذكور لتصنيف الشخصيات النسائية إما نقية: النساء الملائكيات أو المتمردات، والنساء المجنونات غير المهذبات. في جدالتهم جيبلرت وجوبر أشاروا إلى (فرجينيا وولف), التي قالت أن الكاتبات لابد «أن يقضين على المثالية الجمالية التي عن طريقها قاموا بالقضاء على أنفسهم في الفن». في حين أنه قد يكون من الأسهل تفسير أن الكاتبات النسويات جسدوا «المرأة المجنونة» أو «الوحش» جيلبرت وجوبر أكدوا على ضرورة القضاء على كلا العنصرين؛ لعدم دقة تمثيلهن للنساء أو الكاتبات. وبدلاً عن ذلك، حث جيلبرت وجوبر الكاتبات على السعي إلى التعريف الذاتي المستقل والذي هو أبد عن هذا التصنيف، الذي يرون أنه فُرِض عن طريق نظرة أبوية اختزالية لأدوار المرأة.
كما يستكشفون الطريقة التي منعت بها النساء في كتابتهن من خلال ما يسمى: قلق التأليف، الفقر في وجود قدوة شرعية لكاتبات القرن التاسع عشر. وكانت إحدى النتائج ما أعتبروه النص الأدبي البصري أو النص المزودج. واحد مع نص فرعي نسوي مخبئ داخل سرد أكثر تقليدية بحيث: «تخفي تصميمات السطح أو تحجب مستوى المعنى الأعمق، الاقل قبولاً من الناحية الاجتماعية للمعنى».

## النقد النسائى
علي مدار أكثر من 700 صفحة، يعد العمل علامة بارزة مبكرة في النقد الأدبي النسوي. في حين يجادل البعض أنه قد أصبح عتقيا، وأن الأطار المجازي الذي حدده جيلبرت وجوبر محدود، أساسي وغير كافٍ للظروف الفردية المتباينة. يبقي عملاً هاماً ومؤثراً «أن لم يكن مؤسساً» للعمل النسائي. نشر الكتاب الأصلي عام 1979, والكتاب الآن في نسخته الثانية المعدلة (2000), الأول من مطبعة جامعة «يال»، والثاني من مطبعة «يال نوتا بين».

## التعاون
جيلبرت وجوبر تابعوا في كتابة النقد سوياً، فحص شيكسبير والكتابة الحديثة، من بين جميع الموضوعات الأخرى.